# 吴海军工厂

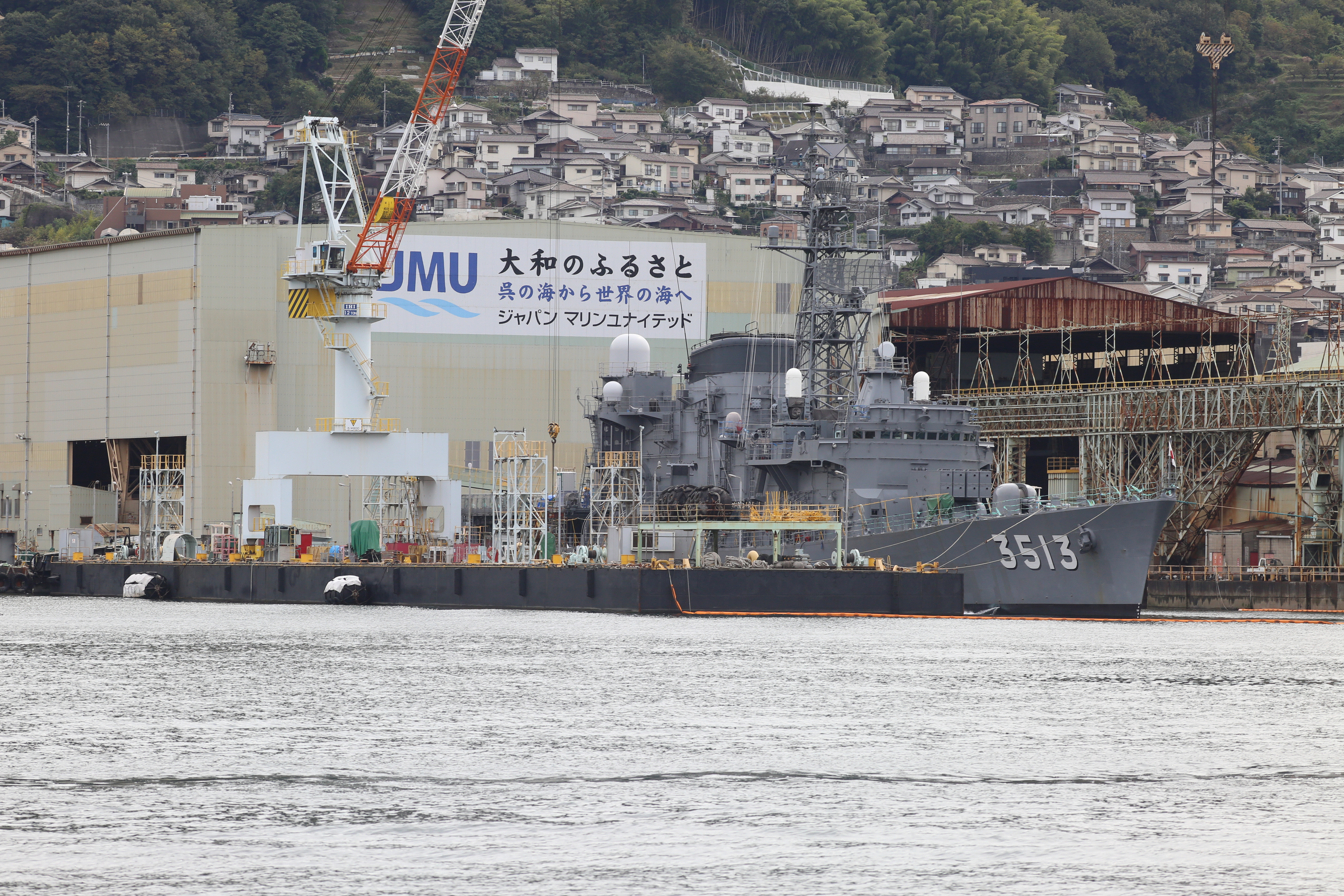
現今的日本海洋聯合吳工廠（攝於2019年10月20日）

吳海军工厂（日语：呉海軍工廠）是一座座落於日本廣島縣吴市，由舊日本海軍經營的造船廠兼兵工廠，以建造大和號戰艦而闻名，第二次世界大戰日本戰敗後遭解散。戰後成為IHI公司下属的吳工廠，2013年成為日本海洋聯合公司下屬的吳工廠，目前主要業務為建造大型民間商船，已不再建造軍艦。

## 概要

### 战前
1886年（明治22年），日本畫定了五處海軍軍區，設立四個鎮守府；1889年，吴鎮守府正式開張運作時，在鎮守府組織編制底下一并设立了“造船部”，作為籌建海軍軍艦之用。過去，日本帝國海軍造船是依靠神戶市的民間企業小野濱造船廠，但是造船廠在1887年被日本政府收購後，該造船廠的相關機能逐漸轉移到吳港；1890年，小野濱造船廠仍稱為吳海軍工廠小野濱分工場。
1895年，神戶當地的工廠關閉，所有造船功能均移入吳港；而為因應甲午戰爭，一部份業務開始朝佐世保轉移。
1897年，造船部在艦政本部的指導下，改組為“造船廠”；隨後，吳造船廠建造出一系列軍艦。為因應軍艦大型化、複雜化，1903年造船廠再度增編，成為結合軍火庫、造船業務的“海軍工廠”。吳海軍工廠成立時，下轄建造船體的「造船部」、製造船用引擎的「造機部」、製造武器的「造兵部」；後來因應兵器複雜化，還有飛機等新科技的出現，吳海軍工廠的組織又再度擴編。

### 战时
- 1945年6月22日9時，受到290架B-29的轰炸，工厂施設遭到破壞。海軍工廠相关的死难者有大約1900名。

## 沿革
战前
- 1889年（明治22年）設置吴鎮守府。同时設置「造船部」，管轄小野滨造船所
- 1891年（明治24年）在吴操業開始
- 1895年（明治28年）設立「暂設吴兵器製造所」、小野滨造船所閉鎖
- 1897年（明治30年）「暂設吴兵器製造所」改称为「吴海軍造兵廠」，吴的第一艘軍艦“宮古”下水
- 1897年（明治30年）「造船部」与「造機部」合并为「造船廠」
- 1903年（明治36年）「造兵廠」与「造船廠」  合并为「吴海軍工廠」
- 1905年（明治44年）「造船船渠」完成。之后用于建造战艦「大和」。
- 1921年（大正10年）吴海軍工廠广支廠開厅式
- 1923年（大正12年）撤销广支廠，设立广海軍工廠

战后
- 1945年（昭和20年）10月15日撤销吴海軍工廠
- 1945年（昭和20年）播磨造船所吴船渠開設
- 1952年（昭和27年）NBC吴造船部開設
- 1954年（昭和29年）吴船渠从播磨造船所独立出来，成立株式会社吴造船所
- 1962年（昭和37年）NBC将吴造船部让渡于吴造船所
- 1968年（昭和42年）石川島播磨重工業将吴造船所并入
- 2002年（平成14年）船舶部門从石川島播磨重工業分離，成立IHI Marine United Inc吴工場

## 建造的主要艦艇
- 通報艦：宮古（吴首次建造的軍艦）
- 战艦：安艺、摄津、扶桑、長門、大和
- 巡洋战艦：筑波、生駒、伊吹
- 重巡洋艦：那智、愛宕、最上、伊吹（未成）
- 防護巡洋艦：对馬
- 輕巡洋艦：大淀

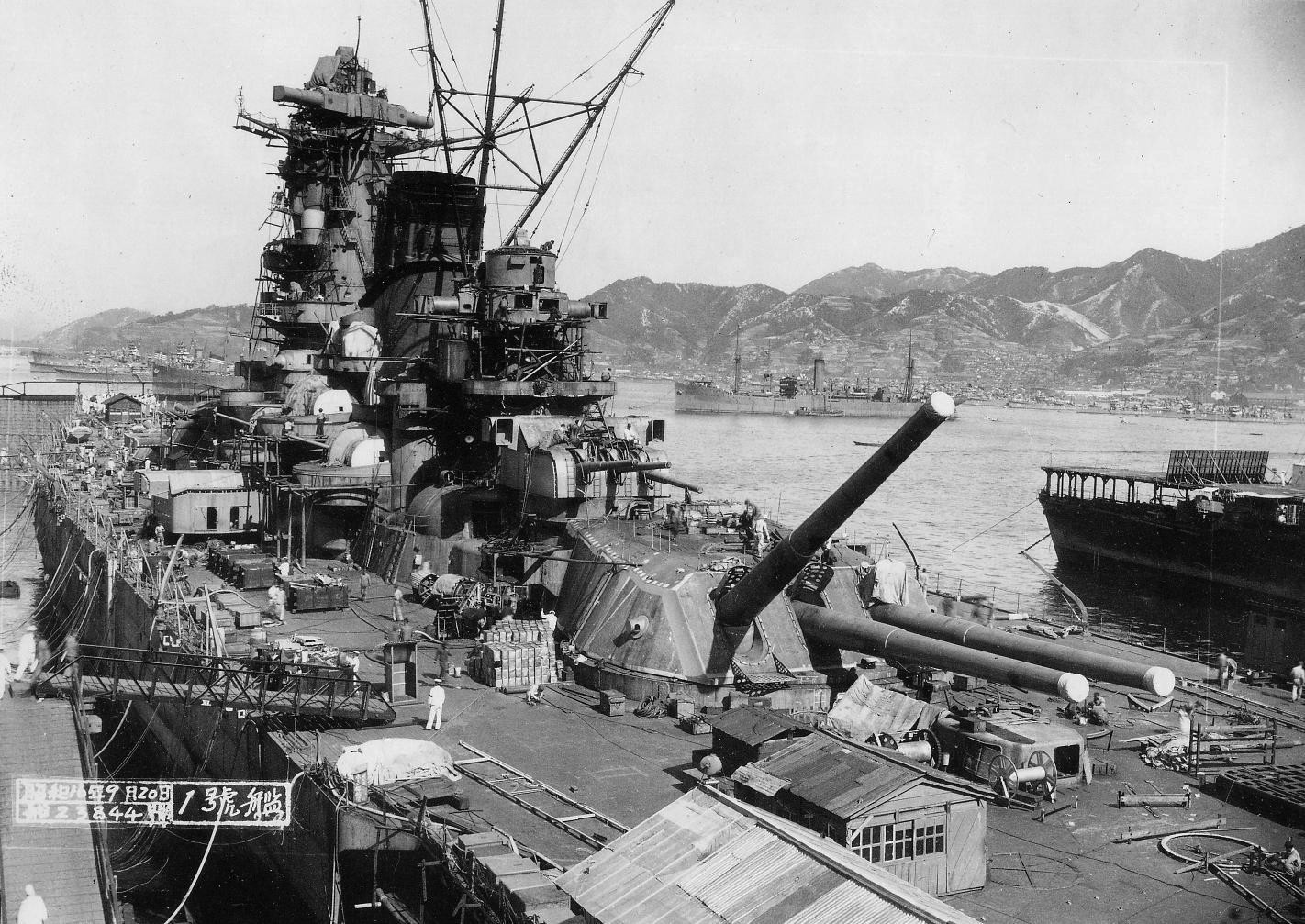
在吴海军工厂中建造的“大和”号战列舰

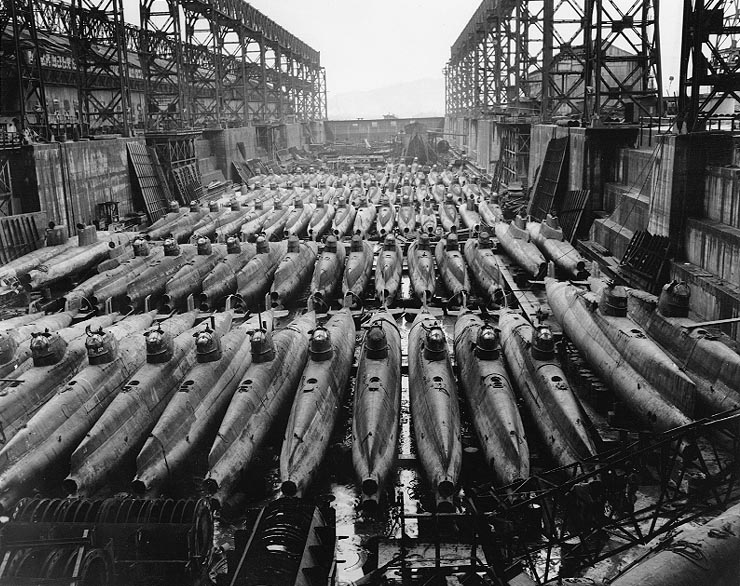
吴海军工厂的干船坞内的小型潜艇

- 航空母艦：赤城、蒼龍、雲鷹（改装）、冲鷹（改装）、神鷹（改装）、葛城、阿蘇（未成）
- 水上機母艦：千岁、千代田、日進
- 敷設艦：勝力、八重山

## 歷代工廠负责人
- 山内万寿治少将：1903年11月9日 -
- 北古賀竹一郎少将：1906年2月2日 -
- 伊地知季珍少将：1908年5月15日 -
- 村上格一中将：1912年12月1日 -
- 野間口兼雄少将：1914年4月17日 -
- 伊藤乙次郎中将：1915年12月13日 -
- 小栗孝三郎中将：1917年12月12日 -
- 中野直枝中将：1919年11月8日 -
- 森山慶三郎中将：1920年10月1日 -
- 金田秀太郎少将：1922年12月1日 -
- 吉川安平少将：1923年8月13日 -
- 伍堂卓雄造兵少将：1924年6月11日 -
- 杉政人機関少将：1928年12月10日 -
- 長谷川清少将：1931年12月1日 -
- 松下薰少将：1932年10月10日 -
- 丰田貞次郎中将：1936年2月15日 -
- 吉成宗雄機関中将：1937年12月1日 -
- 砂川兼雄中将：1939年11月15日 -
- 涩谷隆太郎機関中将：1941年11月20日 -
- 三户由彦中将：1943年9月15日 -
- 妹尾知之中将：1945年5月1日 - 11月1日